# Memoriał Alfreda Smoczyka 1979
XXIX Memoriał Alfreda Smoczyka odbył się 26 sierpnia 1979 r. Wygrał po raz trzeci Zenon Plech z Gdańska.

## Wyniki
- 26 sierpnia 1979 r. (niedziela), Stadion im. Alfreda Smoczyka (Leszno)
- Najlepszy czas dnia: Zenon Plech – w 12 wyścigu i 17 wyścigu – 68,00 sek.

| Msc. | Zawodnik                  | Klub                  | Pkt |             |  |
| ---- | ------------------------- | --------------------- | --- | ----------- |  |
| 1    | (10) Zenon Plech          | Wybrzeże Gdańsk       | 15  | (3,3,3,3,3) |  |
| 2    | (16) Piotr Pyszny         | ROW Rybnik            | 13  | (3,2,3,2,3) |  |
| 3    | (11) Bernard Jąder        | Unia Leszno           | 12  | (2,2,2,3,3) |  |
| 4    | (9) Stanisław Turek       | Unia Leszno           | 10  | (1,2,3,3,1) |  |
| 5    | (8) Andrzej Huszcza       | Falubaz Zielona Góra  | 10  | (3,1,2,2,2) |  |
| 6    | (2) Edward Jancarz        | Stal Gorzów Wlkp.     | 10  | (3,2,2,1,2) |  |
| 7    | (12) Henryk Olszak        | Falubaz Zielona Góra  | 9   | (u,3,3,t,3) |  |
| 8    | (14) Jacek Goerlitz       | Kolejarz Opole        | 9   | (2,1,1,3,2) |  |
| 9    | (15) Roman Jankowski      | Unia Leszno           | 7   | (1,3,1,1,1) |  |
| 10   | (13) Józef Jarmuła        | Włókniarz Częstochowa | 5   | (0,3,2,d,d) |  |
| 11   | (4) Wojciech Żabiałowicz  | Apator Toruń          | 5   | (1,0,1,2,1) |  |
| 12   | (7) Andrzej Tkocz         | ROW Rybnik            | 4   | (2,0,0,2,d) |  |
| 13   | (1) Mariusz Okoniewski    | Unia Leszno           | 4   | (2,1,0,1,d) |  |
| 14   | (3) Ryszard Buśkiewicz    | Unia Leszno           | 4   | (u,1,0,1,2) |  |
| 15   | (6) Bogusław Nowak        | Stal Gorzów Wlkp.     | 2   | (1,0,1,u,-) |  |
| 16   | (5) Kazimierz Adamczak    | Unia Leszno           | 0   | (d,0,0,-,-) |  |
|      | (R1) Włodzimierz Heliński | Unia Leszno           | 0   | (0,0,d)     |  |
|      | (R2) Grzegorz Sterna      | Unia Leszno           | 1   | (1)         |  |

## Bieg po biegu
1. (71,00) Jancarz, M. Okoniewski, Żabiałowicz, Buśkiewicz (u)
2. (70,80) Huszcza, A. Tkocz, Nowak, Adamczak
3. (68,50) Plech, B. Jąder, Turek, Olszak (u)
4. (69,30) Pyszny, Goerlitz, Jankowski, Jarmuła
5. (71,00) Jarmuła, Turek, M. Okoniewski, Adamczak
6. (68,60) Plech, Jancarz, Goerlitz, Nowak
7. (69,50) Jankowski, B. Jąder, Buśkiewicz, A. Tkocz
8. (69,40) Olszak, Pyszny, Huszcza, Żabiałowicz
9. (69,50) Pyszny, B. Jąder, Nowak, M. Okoniewski
10. (68,60) Olszak, Jancarz, Jankowski, Adamczak
11. (69,60) Turek, Huszcza, Goerlitz, Buśkiewicz
12. (68,00) Plech, Jarmuła, Żabiałowicz, A. Tkocz
13. (70,00) Goerlitz, Tkocz, M. Okoniewski, Heliński, Olszak (t) / Heliński za Olszaka
14. (68,50) B. Jąder, Huszcza, Jancarz, Jarmuła (d)
15. (68,80) Plech, Pyszny, Buśkiewicz, Heliński / Heliński za Adamczaka
16. (69,50) Turek, Żabiałowicz, Jankowski, Nowak (u)
17. (68,00) Plech, Huszcza, Jankowski, M. Okoniewski (d)
18. (69,00) Pyszny, Jancarz, Turek, A. Tkocz (d)
19. (69,60) Olszak, Buśkiewicz, Sterna, Jarmuła (d) / Sterna za Nowaka
20. (68,60) B. Jąder, Goerlitz, Żabiałowicz, Heliński (d) / Heliński za Adamczaka

O Puchar KW MO
21. (68,10) Plech, Pyszny, Jancarz, B. Jąder (d)